# Пелиссьер, Иван Иванович
Иван Иванович Пелиссьер (3 [14] июня 1763, Барония Во, Швейцарский союз — 20 февраля [4 марта] 1813) — российский лесовод, агроном, селекционер. Создатель первого в России лесного училища и лесного института в Козельске.

## Биография
Иван Пелиссьер родился 14 июня (3 июня по новому стилю) 1763 года в баронстве Во в Швейцарском союзе (сейчас кантон Во в Швейцарии).
С конца XVIII века занимался широкой агрономической и лесоводческой практикой в усадьбах Козельского уезда Калужской губернии. Занимался селекционной работой — в частности, прививал сибирский кедр на сосну.
В 1803 году создал в Козельске первое в Российской империи лесное училище. Оно предназначалось для обучения дворянских детей, в первый набор вошли тридцать человек. В дальнейшем училище было переформатировано в лесной институт, который после смерти Пелиссьера был переведён в Санкт-Петербург и присоединён к форст-институту, став Санкт-Петербургским лесным институтом (сейчас Санкт-Петербургский государственный лесотехнический университет имени С. М. Кирова).
Жил в Оптиной пустыни. Был инициатором посадки в её скиту кедровой рощи. К 2000 году один из кедров продолжал расти.
Дослужился до чина статского советника.
Умер 4 марта (20 февраля по старому стилю) 1813 года. Похоронен в Оптиной пустыни, могила не сохранилась.